# Guerreros del Lago
Guerreros del Lago Es un equipo de fútbol sala venezolano, con sede en la ciudad de Maracaibo, capital del estado Zulia, al occidente de Venezuela. Fundado el 6 de enero de 2006 por el empresario zuliano Euribíades García. El equipo nació con el nombre de Digarsa FS. Posteriormente en el año 2011 se convirtió en Guerreros del Lago y desde esa misma fecha comenzó a participar en el Torneo Superior de fútbol sala venezolano, máxima competición de la disciplina en el país. 
Los colores predominantes del equipo son el negro y amarillo. Disputó sus partidos como local en el gimnasio Pedro Elías Belisario Aponte, el cual cuenta con una capacidad para 4.500 espectadores.
El equipo participó en todas las ediciones que se han realizaron del Torneo Superior hasta el 2016, las cuales fueron seis. En la primera de ellas (2011) no logró clasificar a las semifinales. En la segunda (2012) estuvo entre los cuatro mejores equipos del campeonato, pero no pudo avanzar hasta la final. En la tercera (2013) alcanzó los máximos honores al convertirse en el campeón del fútbol sala nacional, derrotando en siete juegos al Deportivo Táchira FS.
La entidad desapareció en 2017 por problemas económicos, siendo sustituido en la liga por la franquicia Trotamundos de Carabobo.

## Historia

### La magia del fútbol sala
Aunque muchos vean al fútbol como un deporte que combina la fuerza con toque de pelota, para Euribíades García (Presidente del Club), todo cambió cuando asistió a una final de fútbol sala categoría Sub-17 el 23 de diciembre de 2005 en el sector “El Callao” de Maracaibo, Estado Zulia. Esta fue la primera vez que García asistió a un juego de fútbol sala donde inmediatamente observó un contraste de categorías entre los equipos ya que entre los jugadores de ambos conjuntos había mucha diferencia de tamaño, fuerza, uniformes y dirección técnica, esto le dio la connotación de estar viendo un partido entre un equipo fuerte y un equipo débil. 
Desde la perspectiva de García, los jugadores del equipo “débil”, que vestían con franelas y pantalones cortos identificados con marcadores, zapatos deportivos rotos, y lucían sedientos a la falta de hidratación; necesitaban motivación para ganar el partido y es cuando se solidarizó con ellos y los motivó con palabras de aliento acompañadas con una promesa de que les regalaría 50BsF. a cada uno si ganaban.
Al terminar el partido, los jóvenes del equipo débil se sintieron afligidos por no haber logrado la victoria. García se acercó nuevamente a ellos y para consolarlos les dijo: “no importa que hayan perdido muchachos, se han ganado los 50BsF.”; con lágrimas en los ojos los jugadores contestaron todos al unísono: “¡no queremos el dinero, queríamos ser los ganadores!”. Esto asombró al Sr. Euribíades ya que les vio el espíritu de luchadores que la precariedad de sus uniformes les escondía. Es desde ese momento cuando se comprometió a ayudarlos ofreciéndoles uniformes y tacos nuevos para el próximo campeonato, hasta allí duró el llanto en los atletas. 
En enero de 2006, los jóvenes entusiasmados fueron a la casa de García para informarle que debían inscribirse en el torneo y él no sólo cumplió su palabra de regalarles el uniforme, sino que decide involucrarse completamente con el equipo identificándolos con el nombre de su empresa (Digarsa). Es así como nace “Digarsa” como Club Sala.

### Compromiso, perseverancia y trabajo en equipo
El éxito de Digarsa creció como la espuma, ya que a sólo 6 meses de formado el equipo, contaba con 80 jugadores, participaban en siete categorías diferentes y se consolidaba como uno de los mejores a nivel regional por los títulos obtenidos en todas las categorías. Sin duda alguna, esto se debe a la lealtad de su Presidente con los jugadores ya que desde el comienzo se otorgaron becas de estudio, transporte en cada partido, hidratación, entre otros. El apoyo y compromiso fue más allá que una ayuda económica ya que García ha estado presente en cada partido apoyándolos con sus elogios y llenándolos de la energía que siempre lo caracteriza.

### Preparación que los lleva a nuevos caminos
En el año 2009, incursionaron en la Liga Nacional de Fútbol Sala avalada por la Federación Venezolana de Fútbol (FVF) y es cuando comienzan a explorar otros territorios participando en encuentros nacionales. En este año, debutando en la Liga, Digarsa obtiene el sexto lugar jugando con juveniles; puesto que lo cataloga como un equipo fuerte y que les merecía el respeto de sus contrincantes.
Luego en el 2010 avanzaron un puesto quedando de quinto lugar. En el 2011, (ahora como Guerreros del Lago) se acercan más a ser los campeones con un cuarto lugar ganado. Lo más destacado de todos estos encuentros es que siempre han clasificado a la liguilla final.
En el 2011, se jugó por primera vez el Torneo Superior Copa Directv en el cual Guerreros del Lago participó y batalló hasta el último partido cuando fueron eliminados en las instancias finales. Todo esto los ha llevado a establecerse como el Club de Futsal más importante de todo el occidente venezolano. 
Al inicio del 2012 Guerreros tuvo una gira por Italia producto de una invitación recibida por la fundación CEFODAR para disputar una serie de partidos amistosos en la ciudad de Milano - Italia y así poder chequear al talento deportivo que posee el Club, con el fin de importar al Futsal italiano jugadores de Guerreros del Lago.

### “Guerreros del Lago”: fuerza, alma, táctica
Nombre que nace ante la inminente creación de una Liga Profesional y con el que se identifican los jugadores y cuerpo técnico del equipo, quienes aseguran que la potencia, lucha y dedicación es la que los lleva a actuar como guerreros en la cancha de juego. 
En cuanto a su dirección técnica, el Club ha contado con diferentes expertos. Para el 2009, el Instituto Regional del Deporte del estado Zulia (IRDEZ) asignó a Irwin Lares como Director Técnico. En el 2010, el equipo hace un cambio y contrata a Román Pinillo. En el 2011 contrata a Eudo Villalobos, quien estuvo en la Liga Profesional de Fútbol de Salón de Colombia y dirigió en los Juegos Nacionales de Fútbol de Salón. 
Para el 2012, contrata al Prof. Álvaro Guevara, Campeón Mundial en fútbol de salón (1997) en México con la selección de Venezuela. Entre los atletas formados por el Club destacan Nerio Bozo, jugador que participó en los Juegos Bolivarianos celebrados en Bolivia en el año 2009; Hansel Froilán quien debutó en la selección de Venezuela en los Juegos Medellín Sub-20 en el 2010 y Eurivic “Palermo” García, quien fue elegido como Preselección Nacional de Venezuela (Vinotinto), posibilidad que perdió cuando el director Técnico Álvaro Guevara fue cambiado en el 2011.

### Nuevos retos
Para el III Torneo Superior, el equipo contaba con el talento humano suficiente para buscar la victoria en todos los encuentros y cerrar el 2013 como el año de Guerreros. El camino hacia la profesionalización comenzó a darse, contratando a personas capacitadas en su diferentes áreas: Edgar Soler como Gerente de Relaciones Públicas y Mercadeo, Alfredo Domínguez como Gerente General y el mejor director técnico del Torneo Superior 2012, Asdrúbal Colmenares. 
Además, la premisa para ese campeonato fue la de crear un equipo basado en jugadores zulianos y traer los mejores refuerzos del país y del exterior. La vuelta de salistas nacidos en el estado demostró la importancia que le dio Guerreros del Lago al talento regional. Hansel Froilán, Paolo Sánchez, José Villalobos y Johan Quintero, son algunos jugadores del “patio” que estuvieron con Guerreros para ese Torneo Superior 2013. Ángel Muñoz y Deivid Villegas, portugueseño y trujillano, formaron parte de esa plantilla, siendo referentes dentro del fútbol sala nacional.

### Talento colombiano
Por si fuera poco, la directiva, gerencia y cuerpo técnico del quinteto lacustre no se conformaba con las diferentes piezas que habían traído, decidieron ir por más y mirar a tierras colombianas. José Quiroz y Andrés Camilo Reyes son dos salistas cafeteros que vistieron los colores de Guerreros del Lago para esa campaña. Ambos participaron en el pasado Mundial de la especialidad en Tailandia (2012) obteniendo el cuarto lugar de la competición, manifestando los excelentes jugadores que son. 
Con entrenamientos a doble turno, amistosos en tierras zulianas y larenses, la principal meta de Guerreros del Lago era ganar el título del torneo nacional para representar al país en la Copa Merconorte, campeonato internacional donde juegan los mejores quintetos del continente.
Los “hijos de la bestia” arrancaban la campaña jugando en su nuevo hogar, el gimnasio Pedro Elías Belisario Aponte de Maracaibo. Luego de haber disputado el primer año del torneo en el Palacio de Combates de San Francisco y el segundo en el Domo de Cabimas, la directiva decidió mudarse a la capital del estado para fortalecer el vínculo con los aficionados, medios de comunicación, sector público y privado.
Sin embargo, la creciente y fiel afición de la Costa Oriental del Lago, no dejaría de apoyar al equipo de sus amores realizando un gran esfuerzo para acompañarles en cada jornada, sumándose a los seguidores de Santa Cruz de Mara, San Francisco y Maracaibo.
La primera serie del certamen sería ante uno de los candidatos a llevarse el título: Deportivo Táchira FS. El comienzo no podía ser mejor para el equipo logrando barrer a los aurinegros en suelo zuliano, logrando arrancar con el pie derecho el torneo, buscando obtener la primera estrella.

### Ida inesperada
Luego de haber disputado la segunda jornada ante Caracas FS, el entrenador del equipo, Asdrúbal Colmenares, decidió dar un paso al costado por diferentes motivos, asumiendo la dirección técnica Luis Vinicio Matheus, quien hasta el momento era uno de los asistentes técnicos.
El quinteto lacustre estuvo bajo el mando de Matheus una sola jornada, la disputada ante Bucaneros FS en el Belisario Aponte. La directiva evaluó las opciones y decidió darle la oportunidad a otro de los asistentes: Jhonny Marín. El “cañón del Zulia” sería el capitán del barco por el resto de la temporada.
Marín no tenía experiencia en el banquillo, pero contaba con una gran trayectoria como jugador. El nuevo DT clasificó a Guerreros a las semifinales tras haber ocupado el tercer lugar en la clasificación general, quedando por detrás de Caracas FS y Marítimo, superando a Deportivo Táchira en la cuarta casilla.
“El balance es bastante positivo, nosotros asumimos las riendas del equipo con un diferencial de goles de -3, de ahí en adelante el equipo se fortaleció defensivamente y aumentamos la cuota de los goles a favor. Tuvimos algunos tropiezos en casa, pero el equipo mejoró mucho en la parte táctica, se creó una identidad, saben a lo que juegan y en balón parado se mejoró muchísimo. Gracias a Dios no somos un grupo de jugadores sino un equipo”, fueron las palabras de Marín luego de haber clasificado a dicha instancia.

### Semifinales
Las semifinales arrancaron en casa y Guerreros la defendió logrando barrer a Marítimo en los dos compromisos disputados. El tercer partido se efectuó en el gimnasio Francisco Verde Rojas de La Asunción y los “hijos de la bestia” buscaban ganar ese partido para obtener el boleto a la final, pero los locales se hicieron fuertes y terminaron ganando 4-3, forzando un cuarto episodio. 
El cuarto capítulo fue no apto para cardíacos. Al terminar los 40 minutos reglamentarios, ambos quintetos habían marcado 4 tantos por lo que debían jugar el tiempo reglamentario, pero este tampoco sería necesario y aún prevalecía el empate aunque a 5 goles, todo se definiría desde los penales. 
Los dirigidos por Jhonny Marín se crecerían en esta instancia y terminaron ganando 3-0 para sellar el pase a la final, Guerreros del Lago por primera vez llegaba a la máxima instancia del Torneo Superior, allí se mediría a Deportivo Táchira, los aurinegros sacaron del camino a Caracas FS y llegaban a su tercera final consecutiva.
“El estado Zulia se merece esta alegría ya que ningún equipo desde hace cinco años había alcanzado una final, la fanaticada se merece esto y mucho más porque poco a poco continúa creciendo”, manifestó el técnico Jhonny Marín luego de haber alcanzado el pase a la final.

### Somos campeones
La final comenzaba en territorio tachirense, específicamente en el gimnasio “Campeones del 97”. El Deportivo Táchira ganaba el primer juego, pero Guerreros del Lago conseguía arrebatarle la victoria en el segundo y dividían en la carretera, volviendo a casa para los últimos tres juegos, buscando ganar dos de ellos y así colocarle la primera estrella al escudo del equipo.
Los aficionados zulianos colmaron el gimnasio Pedro Elías Belisario Aponte durante los tres juegos restantes, todo se decidió en el último y quinto partido. Guerreros vencía 7-4 a Deportivo Táchira y la afición estallaba de júbilo celebrando el primer campeonato del equipo.

### Premios
Una vez finalizada la final la directiva del Torneo Superior procedió a entregar los diferentes premios. José Villalobos (mejor portero), Paolo Sánchez (goleador del torneo con 20 dianas) y Jhonny Marín (mejor director técnico) fueron los galardonados. 
Gracias al excelente trabajo realizado por la directiva, cuerpo técnico y jugadores, el equipo siguió recibiendo premios en el 2014. La Federación Venezolana de Fútbol (FVF) entregó los premios a mejor gerencia, mejor director técnico, mejor jugador y mejor página web 2.0 del 2013, destacando la gran labor por parte del equipo lacustre en ese lapso.
“Me siento feliz porque Guerreros demostró el año pasado que hizo méritos para obtener estos premios, destacamos en el fútbol sala venezolano, hicimos bien las cosas gracias a Dios”, Euribíades García, presidente del equipo.